# Oceania Rugby Junior Trophy 2017
El Oceania Rugby Junior Trophy del 2017 fue la tercera edición del torneo que organiza Oceania Rugby. Se desarrolló en Fiyi, en esta ocasión en el estadio de Churchill Park de Lautoka.
Solo participaron el equipo local y Tonga quienes se enfrentaron en dos oportunidades. Ambos partidos resultaron igualados, sin embargo en el segundo, Fiyi marcó 4 tries sumando el punto bonus ofensivo con el cual obtuvo el trofeo y la clasificación al Trofeo Mundial del 2018.

## Equipos participantes
- Selección juvenil de rugby de Fiyi (Baby Flying Fijians)
- Selección juvenil de rugby de Tonga (Junior ‘Ikale Tahi)

## Posiciones
| Pos. | Equipo | Encuentros | Encuentros | Encuentros | Encuentros | Tantos  | Tantos    | Tantos     | Puntos |
| Pos. | Equipo | jugados    | ganados    | empatados  | perdidos   | a favor | en contra | diferencia | Puntos |
| ---- | ------ | ---------- | ---------- | ---------- | ---------- | ------- | --------- | ---------- | ------ |
| 1    | Fiyi   | 2          | 0          | 2          | 0          | 41      | 41        | 0          | 5      |
| 2    | Tonga  | 2          | 0          | 2          | 0          | 41      | 41        | 0          | 4      |

Nota: Se otorgan 4 puntos al equipo que gane un partido, 2 al que empate y 0 al que pierda
Puntos Bonus: 1 punto por convertir 4 tries o más en un partido y 1 al equipo que pierda por no más de 7 tantos de diferencia
|  | Campeón y clasifica a Rumania 2018 |

## Resultados

### Primera fecha
| 28 noviembre | Fiyi | 15 - 15 | Tonga |  |  |
|              |      | Reporte |       |  |  |

### Segunda fecha
| 2 diciembre | Fiyi | 26 - 26 | Tonga |  |  |
|             |      | Reporte |       |  |  |

| Bandera de Fiyi |
| Campeón Fiyi    |
| Tercer título   |